# Nhơn Hội, Quy Nhơn
Nhơn Hội là một xã cũ thuộc thành phố Quy Nhơn, tỉnh Bình Định, Việt Nam.
Xã Nhơn Hội có diện tích 40,80 km², dân số năm 2019 là 4.111 người, mật độ dân số đạt 101 người/km².
Xã nằm trên bán đảo Phương Mai thuộc địa phận hành chính thành phố Quy Nhơn, tỉnh Bình Định. Hiện nay, trên bán đảo Phương Mai, tỉnh Bình Định đang xây dựng Khu kinh tế Nhơn Hội rộng 120 km². Trước đây, bán đảo này cách biệt với Quy Nhơn về đường ô tô. Từ tháng 12-2006 có Cầu Thị Nại góp phần rút ngắn khoảng cách đường bộ giữa Nhơn Hội và thành phố Quy Nhơn từ 40 km xuống chỉ còn 7 km. Cây cầu này cũng chính là cửa ngõ vào Khu kinh tế Nhơn Hội.

## Hành chính
Xã Nhơn Hội được chia thành 3 thôn: Hội Tân, Hội Thành, Nhơn Phước.
Theo Nghị quyết số 1664/NQ-UBTVQH15 năm 2025, trên cơ sở giải thể thành phố Quy Nhơn, sáp nhập tỉnh Bình Định vào tỉnh Gia Lai và thực hiện hợp nhất toàn bộ diện tích tự nhiên và dân số của các xã Nhơn Hội, Nhơn Lý, xã Nhơn Hải và phường Nhơn Bình thuộc thành phố Quy Nhơn thành phường Quy Nhơn Đông.